# Lev
El lev (en búlgar лев, en plural лева / левове, leva / levove) és la unitat monetària de Bulgària. El codi ISO 4217 és BGN i l'abreviacio Lv (en alfabet llatí) i лв (en ciríl·lic). Se subdivideix en 100 stotinki (стотинкн), en singular stotinka (стотинка). En búlgar antic, el mot lev significava lleó, i té la mateixa etimologia que el del leu moldau i el leu romanès.

## Història

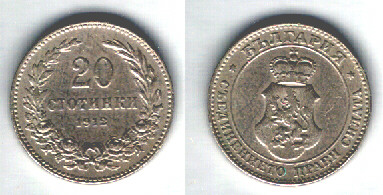
Moneda de 20 stotinki de 1912

El lev va ser introduït el 1881 amb una taxa de canvi fixa respecte del franc francès. Des de llavors, la moneda ha patit tres revaluacions. La primera va ser el 1952 a causa de la inflació de la postguerra i es va fer segons una taxa de canvi d'1 lev nou per 100 d'antics. Després, el 1962 es va tornar a revaluar la moneda a raó d'1 lev nou per 10 d'antics. A partir d'aquí el lev va entrar en un període d'estabilitat de prop de tres dècades. A diferència d'altres monedes dels estats comunistes, el lev no era convertible amb les monedes dels estats occidentals. Tot i que la taxa de canvi oficial estava entorn dels 90 stotinki per dòlar dels Estats Units, al mercat negre se'n pagava entre cinc i sis vegades més
Després de la caiguda del comunisme, el lev va tornar a patir forts episodis d'inflació. Per aquest motiu el 10 de juny de 1997 es va fixar una taxa de canvi fixa amb el marc alemany (DEM) a raó de 1.000 leva per marc. El 5 de juliol de 1999 el lev es va tornar a revaluar i es va establir la paritat amb el marc alemany (1 BGN = 1 DEM). A causa de la substitució del marc alemany per l'euro (EUR) l'1 de gener del 2002, el lev manté una taxa de canvi fixa respecte de la moneda única europea a raó d'1,95583 lev per euro.
El 25 d'abril del 2005 (dia en què es va signar el tractat d'adhesió de Bulgària a la Unió Europea), es van emetre monedes commemoratives per valor d'1,95583 lev, és a dir, el valor equivalent a 1 euro. El govern actua per preparar el país, el seu sistema bancari i de control financer per introduir l'euro. El 2019, el primer ministre ha anunciat la data de juny de 2022. Això depèn de l'avalació per la Banca Central Europea. Tot i que s'han fet esforços considerables per estabilitzar l'economia, romàn feble. Això i la dificultat de reduir la corrupció, són els obstacles majors per entrar en la eurozona.

## Bitllets i monedes
Emès pel Banc Nacional de Bulgària (Българска народна банка, Bâlgarska narodna banka) en circulen monedes d'1, 2, 5, 10, 20 i 50 stotinki i d'1 lev, i bitllets d'1, 2, 5, 10, 20, 50 i 100 leva.

## Taxes de canvi
- 1 EUR = 1,95583 BGN (taxa de canvi fixa)
- 1 USD = 1,72838 BGN (21 de juny del 2019)[5]